# Mercedes-Benz R107
Mercedes-Benz R107 — двомісний родстер оснащений додатковим заднім допоміжним місцем виробництва компанії Mercedes-Benz. Крім родстера пропонувався також Mercedes-Benz C107 з кузовом типу купе, в порівнянні з родстером модель отримала більшу колісну базу і п'ятимісний кузов. Автомобілі належать до серії Mercedes-Benz SL-Класу.

## Опис
У 1971 році на зміну елегантній «Пагоді» прийшла більша і «мускулистіша» модель R107. Під капотом автомобілів стояли двигуни V8 об'ємом 3,5 і 4,5 літрів для моделей 350 SL і 450 SL відповідно. Такі потужні автомобілі мали великий успіх  в США. Кузов автомобіля виявився настільки міцним, що на його базі було створено купе Mercedes-Benz SLC (C107), що мало довшу колісну базу.
Нафтова криза 1973 року викликала, рік потому, появу більш економічної шестициліндрової моделі 280 SL. У 1980 році 350 SL і 450 SL були замінені на 380 SL і 500 SL, а під час останніх оновлень в 1985 році моделі 280 SL і 380 SL замінили на 300 SL і 420 SL, з'явилася модель 560 SL, призначена тільки для експорту в США, Японію та Австралію.
Виробництво R107 було закінчено у серпні 1989 року. Про успіх автомобіля можна сказати те, що як і позашляховик Гелендваген він тримав рекорд за тривалістю виробництва. За 18 років було випущено 237 287 родстерів SL та 62 888 купе SLC, а разом 300 175 автомобілів.

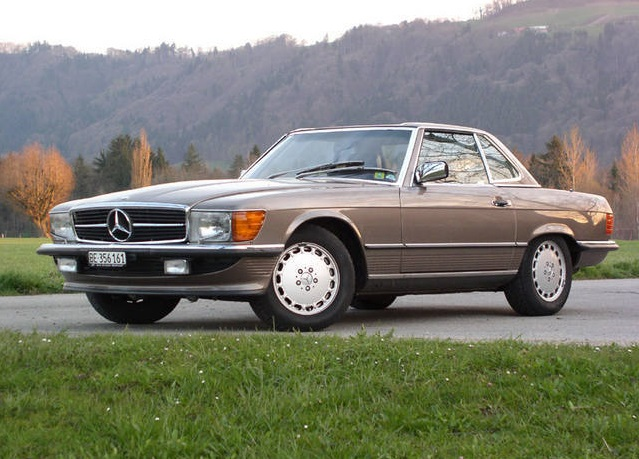
Mercedes-Benz 300 SL (R107)
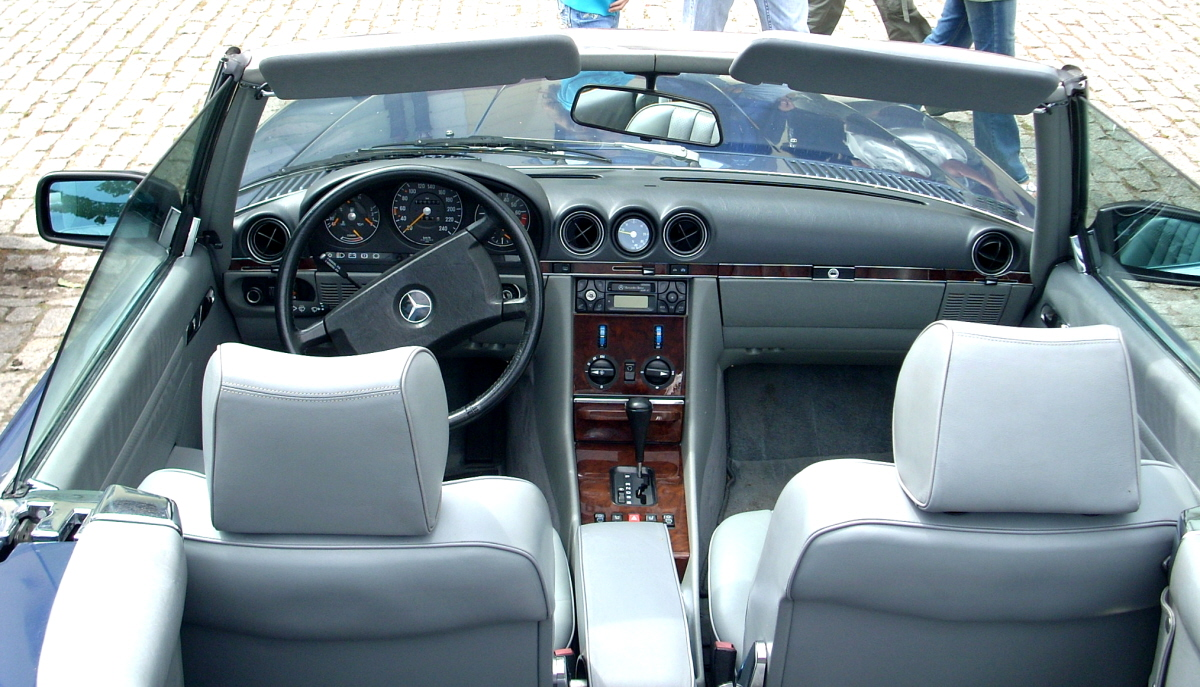
Кокпіт Mercedes-Benz SL (R107)
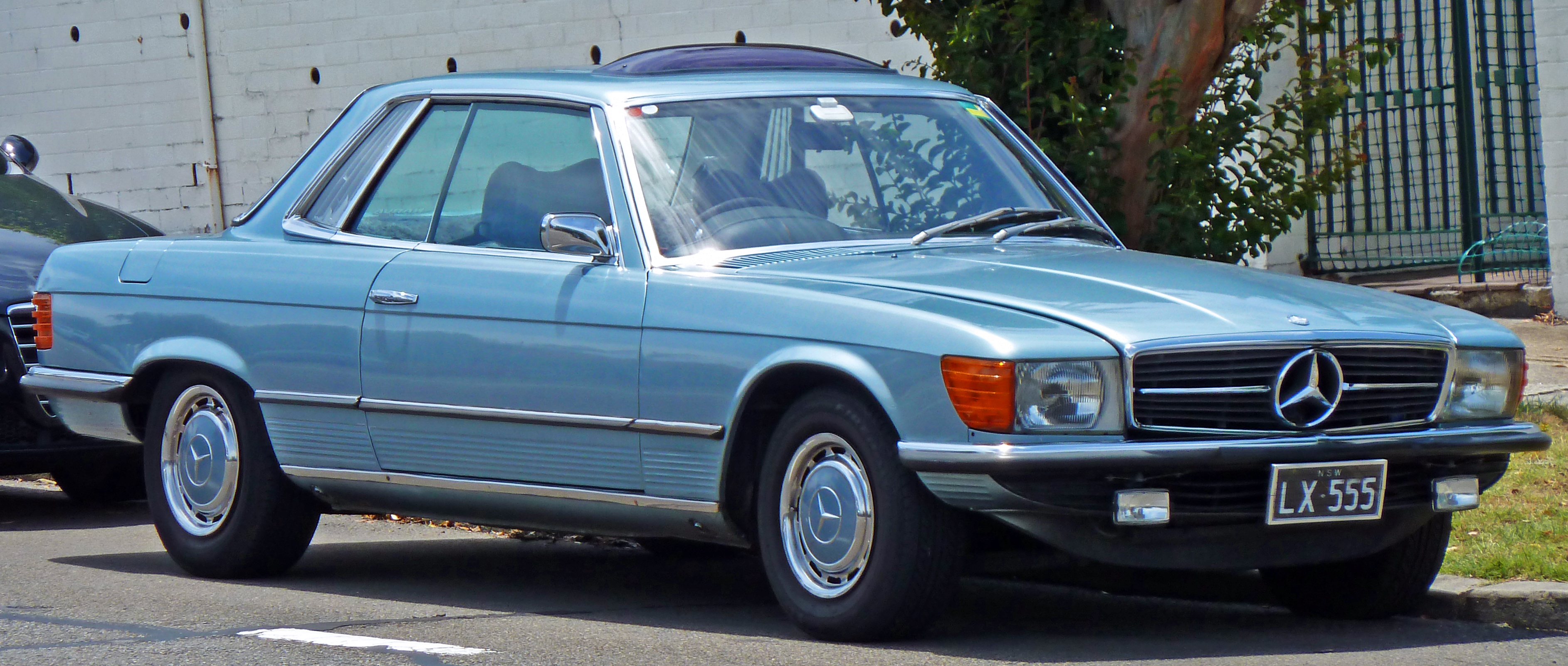
Mercedes-Benz 350 SLC (C107)
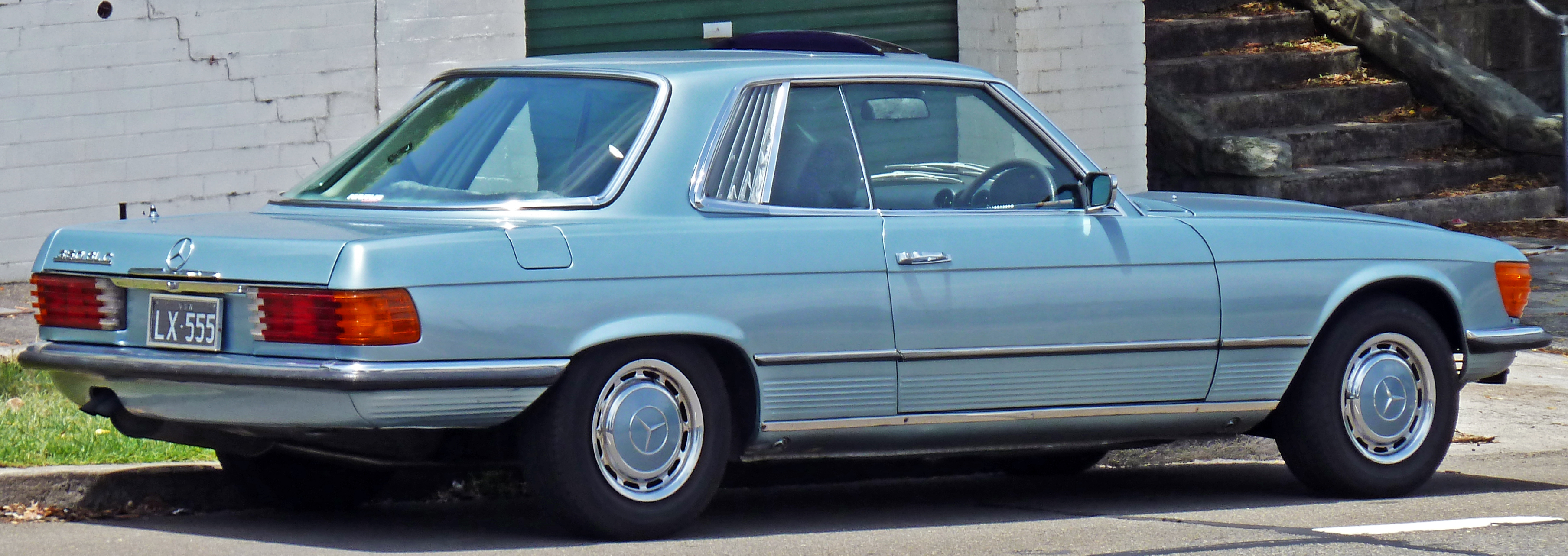

## Двигуни
| Варіанти моделей    | Варіанти моделей | Варіанти моделей                | Варіанти моделей |
| ------------------- | ---------------- | ------------------------------- | ---------------- |
| Модель              | Об'єм в см³      | Потужність к.с.                 | Роки виробництва |
| Roadster R 107 (SL) |                  |                                 |                  |
| 280 SL              | 2962             | 185, з 2/1976 177, з 4/1978 185 | 1974–1985        |
| 350 SL              | 3499             | 200, з 2/1976 195               | 1971–1980        |
| 450 SL              | 4520             | 225, з 11/75 217                | 1971–1980        |
| 380 SL              | 3839 (з 81 3818) | 218, з 10/81 204                | 1980–1985        |
| 500 SL              | 4973             | 240, з 10/81 231, з 9/85 245    | 1980–1989        |
| 560 SL (для США)    | 5547             | 231                             | 1985–1989        |
| 300 SL              | 2963             | 188, з кат: 180                 | 1985–1989        |
| 420 SL              | 4196             | 218, з кат: 204                 | 1985–1989        |
| Coupé C 107 (SLC)   |                  |                                 |                  |
| 280 SLC             | 2962             | 185, з 2/1976 177, з 4/1978 185 | 1974–1981        |
| 350 SLC             | 3499             | 200, з 2/1976 195               | 1972–1980        |
| 450 SLC             | 4520             | 225, з 11/75 217                | 1972–1980        |
| 450 SLC 5.0         | 4973             | 240                             | 1978–1980        |
| 380 SLC             | 3818             | 218                             | 1980–1981        |
| 500 SLC             | 4973             | 240                             | 1980–1981        |

## В автоспорті

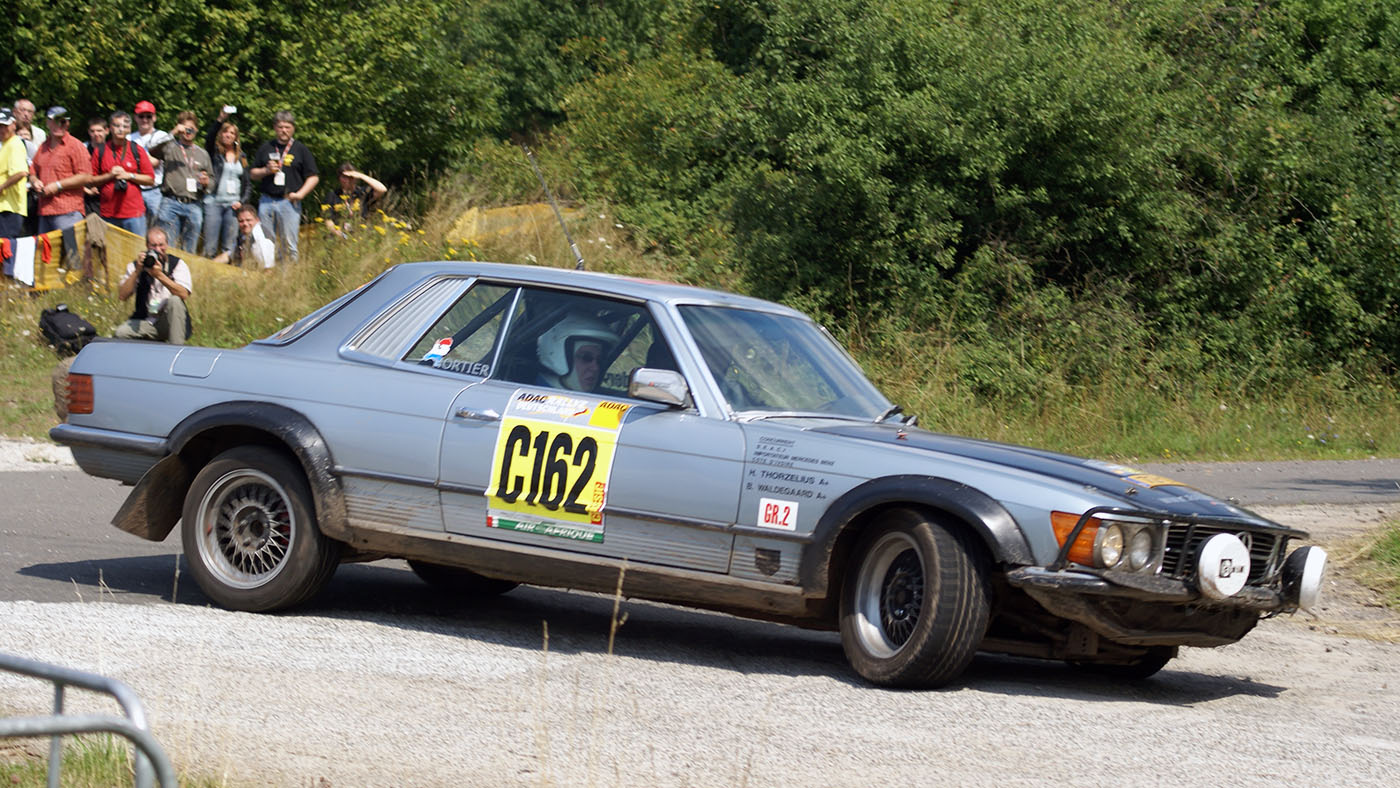
Mercedes-Benz 450 SLC 5.0

Різні модифікації купе Mercedes-Benz C107 використовувалися в автоперегонах, і на них було здобуто кілька перемог. Першого успіху було досягнуто в американському ралі-марафоні Vuelta a la America del Sud 1978 року, протяжністю понад 28,5 тисячі кілометрів. Перші два місця в ньому посіли екіпажі британця Ендрю Коуена та поляка Собеслава Засада на Mercedes-Benz 450 SLC.
У чемпіонаті світу з ралі модель використовувалася заводською командою у сезонах 1979 та 1980 років. Було здобуто дві перемоги, по одній на версіях Mercedes-Benz 450 SLC 5.0 і Mercedes-Benz 500 SLC, і здобутий ряд призових місць на шести етапах світової першості. Швед Бьорн Вальдегорд і фін Ханну Міккола більшу частину сезону WRC 1979 року провели за кермом Ford Escort RS1800. Долю першого в історії титулу чемпіона світу в особистому заліку мали вирішити фінальні перегони, Ралі Кот-д'Івуара, результати яких враховувалися тільки в особистий залік пілотів, але не враховувалися в залік марок. Ford, що вже став переможцем у заліку марок, не привіз свої машини на цей етап. І тоді два пілоти лідирували в турнірі скористалися пропозицією Mercedes-Benz виступити на його автомобілях у цих перегонах. У результаті, за кермом моделі 450 SLC 5.0 вони посіли два перші місця. Бьорну було достатньо і другої позиції, щоб стати першим чемпіоном світу з ралі. А Ханну програв у боротьбі за титул лише одне очко, але увійшов в історію як перший переможець етапу WRC за кермом автомобіля Mercedes-Benz.
2020 року бельгійська компанія GDM Motors виставила продаж ретельно підготовлену репліку ралійного Mercedes-Benz SLC 450 за 120 тисяч евро.